# Джордж Раффалович
Джордж Раффалович (Raffalovich) (1880–1958) — англійський публіцист, журналіст, громадський і політичний діяч. Псевдонім англ. Bedvin Sands. Згадується в листуванні Оскара Уайлда.

## Біографія
Походив з родини вихідців з України, котрі мешкали у Франції.
Відвідував Галичину, прихильно ставився до українців, був секретарем заснованого у Лондоні в 1913-14 Українського Комітету — The Ukraine Committee. Автор виданої 1914 у Лондона (під псевдонімом Bedwin Sands) праці «The Ukraine» і багатьох інформаційних ст. про укр. справу, друкованих у 1913 — 16 в англійських періодичних видань. Переклав і видав англійською мовою працю М. Грушевського «Укр. справа в її іст. розвитку» (1915), упорядник і ред. зб. «The Russians in Galicia» Edited by Bedwin Sands, 1916.
Раффалович був переконаним пропагандистом української незалежності. У серпні 1912 року Дж. Рафалович опублікував статтю про українське питання і з того часу висвітлював його в англійській пресі. 1913 — опублікував лекцію про історію України (за схемою М.Грушевського) й переконував читачів, що політична незалежність України сприятиме стабільності в Європі. Заснував у Лондоні Український комітет.